# Ary van Leeuwen
Arij Jan Jacob Elmert Willem Theodoor (Ary) van Leeuwen (Arnhem, 25 mei 1875 - Los Angeles, 6 november 1953) was een Amerikaans fluitist van Nederlandse komaf.
Hij was zoon van kapelmeester Ary van Leeuwen en Maria Christina van Gijn, wonende in de Spijkerdwarsstraat. Hijzelf trouwde in 1902 met Mary Elisabeth Bouwman en later met een Oostenrijkse Anna. Hij overleed aan hartfalen in het Los Angeles Country General Hospital en werd begraven in Hollywood.
Al op jonge leeftijd kreeg hij pianolessen van zijn vader. Daarna volgden vanaf 1885 fluitlessen bij (in willekeurige volgorde) Albert Fransella, Jacques de Jong en de beroemde Deense fluitist Joachim Andersen. In de periode dat hij nog in Nederland woonde studeerde Ary van Leeuwen al bij Joachim Andersen. In 1890 trad hij toe tot het Utrechts Stedelijk Orkest. Van Leeuwen volgde Andersen naar Berlijn om verder bij hem te kunnen studeren. Tijdens zijn verblijf in Berlijn was Van Leeuwen solofluitist van het nieuw opgerichte Berliner Philharmoniker in de jaren 1897 - 1901. Het daaropvolgende seizoen (1901-1902) ging Van Leeuwen naar Philadelphia waar hij gedurende een seizoen zou blijven onder dirigent Fritz Scheel. Na een kort verblijf in Warschau (fluitist en tweede dirigent) trok hij in 1903, naar Wenen om er les te geven aan het Weense Conservatorium en solofluitist te worden van de Weense Hofoper, hij werd er geselecteerd door Gustav Mahler. Van Leeuwen bleef 17 seizoenen in Wenen tot het eind van 1919-1920, inclusief de jaren tijdens de Eerste Wereldoorlog. Van Leeuwen introduceerde daar de zilveren dwarsfluit en richtte en passant een vereniging op voor kamermuziek voor blaasinstrumenten. Na de oorlog en een kort verblijf in Boekarest keerde Van Leeuwen terug naar de Verenigde Staten en was hij van 1924 tot 1938 solofluitist van de Cincinnati Symphony Orchestra. In 1928/1929 liet hij zich naturaliseren. Van Leeuwen verhuisde in 1939 naar Californië waar hij gedurende 10 jaar les gaf aan de University of Southern California. Hij werkte er ook in de filmstudio's.
Hij schreef een aantal werken:
- opus 11: Lieder für Singstimme mit Klavier (Kinderlied, Mädchenlied, Wiegenlied)
- opus 14: Fantasie im alten stil über Böhmische Lied (fluit, piano)
- opus 15: Perlen alter Meister (fluit en piano)
- opus 20: Mein Herz
- opus 21: Vier Lieder für eine Singstimme (In Nachbars Garten, Botschaft, Die lose Müllerin en Abendstimmung)
- Turkey in the snow voor twee fluiten en twee klarinetten of een fluit, een hobo en twee klarinetten
- Vier miniaturen voor fluitkwartet

Hij voltooide ook een fluitsonate van Ludwig van Beethoven en arrangeerde andermans werken naar de dwarsfluit toe.
Zowel Egon Kornauth (Burleske) als Richard Stöhr (Fluitsonate) droegen werken aan hem op.
- Bibsys: 3064693
- Biblioteca Nacional de España: XX5648636
- Gemeinsame Normdatei: 130217549
- International Standard Name Identifier: 0000 0001 0060 913X
- Library of Congress Control Number: n88037504
- Nationale Bibliotheek van Letland: 000151630
- Nationale Bibliotheek van Tsjechië: xx0164981
- Nationale Bibliotheek van Israël: 987007286184105171
- Nederlandse Thesaurus van Auteursnamen: 136559727
- Système universitaire de documentation: 159640903
- Virtual International Authority File: 116162579
- WorldCat: E39PBJbRhDWmwvMrHWpPj6MkjC